# Walnut Grove (Kalifornija)
Walnut Grove je naseljeno područje za statističke svrhe u američkoj saveznoj državi Kalifornija. Prema popisu stanovništva iz 2010. u njemu je živjelo 1.542 stanovnika.